# 쓰시마섬
쓰시마섬(対馬)은 한반도와 규슈 사이의 대한해협 가운데에 있는 일본의 섬이다. 대한민국에서는 한자를 한국식으로 읽은 대마도(對馬島)라는 이름으로 많이 불린다. 행정구역으로는 나가사키현 쓰시마시에 속한다.

## 개설
쓰시마 섬의 면적은 696.1 km2로 대한민국 제주도의 8분의 3, 거제도의 1.8배 정도 크기이며, 인구는 약 2만6천명이다.
쓰시마섬(対馬島)에는 부속 도서로 우니섬(海栗島), 도마리지마섬(泊島), 아카지마섬(赤島), 나카노섬(沖ノ島), 시마야마섬(島山島) 등 5개의 유인도와 102개의 무인도가 있다. 이 쓰시마섬과 부속 도서들을 아울러 쓰시마 열도(対馬列島)나 쓰시마 제도(対馬諸島)로 부르기도 한다. 고대에는 쓰시마국이나 다이슈(対州), 또는 《일본서기》의 기재 대로 쓰시마(対馬島, 세 글자를 합쳐서 읽는 것이 일본서기 고훈古訓의 전통)로 기술되기도 한다. 번자체로는 對馬로 쓴다.
지리적으로는 일본 영토 가운데 한반도에 가장 가까우며 예로부터 유라시아 대륙과 일본열도의 문물이 오가는 창구였고, 일본 역사에서 대륙으로부터의 문화적, 경제적인 창구 역할을 맡아왔던 지역이다. 일본에서 바다 낚시의 명소로써도 유명하다.
쓰시마섬은 지정학적으로는 초크 포인트에 해당하기 때문에 예로부터 국경의 섬으로써 국방상 중시되었고, 메이지 시대 때부터 일본 육군은 쓰시마 경비대(対馬警備隊)와 쓰시마 요새(対馬要塞)를 두었으며 패전으로 군대가 해산된 뒤에는 1956년부터 항공자위대 우니시마 분둔기지(海栗島分屯基地)가 설치되어 1961년부터 육상자위대의 쓰시마 주둔지(対馬駐屯地)도 설치되었고 쓰시마 경비대로 발전하였다. 또한 메이지 시대에는 일본 해군의 시설이 설치되기도 하였으며 2019년에는 일본 해상자위대 쓰시마 방비대(対馬防備隊)도 소재하고 있다.

## 지리 개황
동해 서쪽 어귀에 위치한 쓰시마 섬은 규슈 본토에서 현해탄(玄界灘)과 쓰시마 해협 동수도(東水道, 좁은 의미에서의 쓰시마 해협)을 끼고 약 132km, 한반도 부산과의 거리는 쓰시마 해협 서수도(西水道, 대한해협)을 끼고 약 49.5km이다. 사실상 일본보다는 한반도에 더 가까운 섬이라고 할 수 있다. 사가현 가라쓰시 하도곶에서 북서쪽으로 82km 떨어져 있으며, 남동쪽에 위치한 이키섬까지의 거리는 47.5km이고, 섬 크기는 남북으로 82km, 동서로 18km로 갸름하며, 섬 넓이는 약 700km2로 일본의 섬 가운데서 10위 규모이다. 농경지는 전면적의 3.3%이며, 섬전체 면적의 대부분인 80~90%가 산지이다.
관광업이 번성하였고, 대한민국 이외에, 일본, 중화인민공화국 등에서 많은 관광객이 방문한다.
|    | 섬 이름           | 면적（km2） |
| -- | ----------------- | ----------- |
| 1  | 혼슈              | 227,963     |
| 2  | 홋카이도          | 077,984     |
| 3  | 규슈              | 036,738     |
| 4  | 시코쿠            | 018,299     |
| 5  | 오키나와          | 001,207     |
| 6  | 사도가시마        | 000,854     |
| 7  | 아마미오 섬       | 000,712     |
| 8  | 쓰시마            | 000,696     |
| 9  | 아와지            | 000,592     |
| 10 | 아마쿠사 시모시마 | 000,574     |

쓰시마 섬 전체 인구는 2025년 5월 말 기준으로 2만6699 명이고, 세대수는 1만4510 세대이다. 1960년에 6만9556 명을 정점으로 감소하여 1980년 말에 5만 810 명, 2000년 말에 4만1230 명, 2020년 말에는 2만9465 명까지 줄었다. 반면, 세대수는 2020년 말 기준으로 1만4821 세대이며 1980년 말의 1만5176 세대에 비해 별로 줄지 않았다. 이는 섬에 젊은이가 일할 수 있는 일자리가 적고 핵가족화와 고령화가 진행되고 있기 때문이다.

### 지형과 지세
쓰시마 동쪽 해안 일부와 시모시마(下島)의 서해안 일부를 제외하면 거의 대부분이 리아스식 해안이 발달해 있고, 해안선 총길이는 915 km에 달한다. 특히 본섬 한가운데에는 서쪽으로부터 크게 뻗은 아소 만(浅茅湾)이 있고, 동쪽으로부터도 미우라 만(三浦湾), 오로시카 만(大漁湾) 등이 깊이 뻗어와 다도해를 형성하고 있다. 또한 아소 만의 자연 해안선의 길이는 일본에서도 가장 긴 것으로 알려져 있다. 이밖에 각지에 작은 곶이 있으며 대부분은 고기잡이 항구로써 이용되고 있다. 단애절벽도 자주 보이며 그 가운데는 표고차가 100미터에 달하는 곳도 있다.
본섬은 과거 1개의 섬이었으나, 지협이 되고 있었던 부분에 운하를 팠다. 간분(寛文) 12년(1672년)에 오후나고시 세토(大船越瀬戸), 1900년(메이지 33년)에 만제키세토(万関瀬戸)가 개통되어 가늘고 길었던 섬은 남북 세 곳으로 분리되었다. 과거에는 남부를 가미시마(上島), 북부를 시모시마로 불렀으나, 오늘날에는 만제키세토 북부를 가미시마, 남부를 시모시마로 부르고 있다.
전체적으로 산이 매우 높은 편이며 특히 시모시마 방면에 표고가 높은 산이 많다. 시모시마 중앙부에는 최고봉 야타테 산(矢立山, 해발 고도 648.40m) 등이 야타테 산줄기를 이루어 우치야마 분지(内山盆地)를 에워싸고 있다. 그 북동쪽으로 아리아케 산(有明山, 표고 558.09m)이 있고, 아소 만 남안에 시라타케(白嶽, 표고 518m)이 있다. 가미시마 최고봉은 북부에 위치한 미타케(御嶽, 표고 479m)이다.
섬 안의 분수계는 동쪽으로 치우쳐 있는데 주요 6개 하천 가운데 사고가와(佐護川)·니타가와(仁田川)·미네가와(三根川)·사쓰가와(佐須川)·세가와(瀬川) 다섯 곳은 서쪽을 향해 흐른다. 동쪽으로 흐르는 가장 큰 하천으로 섬 안 유역 면적 5위에 해당하는 것이 슈시가와(舟志川)이다.
각 하천 하류 부분에는 곡저평야가 있고 경작지로 쓸 수 있는 평지는 적고 육상교통도 매우 불리하다. 이러한 지형은 쓰시마 사람들의 생활이나 역사에 큰 영향을 끼치게 된다.

### 지질과 지대 형성
쓰시마의 지질은 대부분이 신생대고(古)제3기에 형성된 이질(泥質) 퇴적층으로 「쓰시마층」(対州層)이라고도 불리는데, 북부 일부에는 신(新)제3기층도 보인다. 쓰시마층은 주로 흑탄색 셰일이나 점판암으로 이루어져서 여기에 사암이 섞인 경우가 많고 곳곳에 석영반암(石英斑岩)이나 반려암, 화강암이 박혀 있다. 가미시마 북부의 미타케 주변에는 현무암, 시모시마 동부에는 석영반암, 시모시마 중앙부에는 우치야마 분지 주변에 화강암, 그 주변으로 야타테 산줄기에 단단한 혼펠스가 곳곳에 분포하고 있다. 갱신세(更新世) 중반까지 일본열도와 대륙은 육지로 이어져 있었지만 그 종말기에 바다가 밀고 들어 오면서 한반도와 일본 규슈 지역이 틈이 생겼고, 쓰시마는 이키(壱岐)와 함께 현해탄에 뜬 징검다리 지형의 섬으로 남게 되었다.
해안지형과 해저지형으로 보아 융기와 침강을 반복하면서 오늘날에 이른 것으로 추정되고 있다. 육지 대부분이 낮은 산으로 덮여 있고 평지는 적으며 산꼭대기 부분은 평탄면도 보인다. 산지는 융기준평원에 의하면 것으로 생각되고 있다. 북부 미타케나 가노키 산(香ノ木山, 표고 307m)는 준평원 위에 돌출된 남은 지형으로 남부 우치야마 분지를 파고들었던 화강암이 침식되어 구덩이가 생겨난 것으로 추정된다.

## 기후
쓰시마 해협에서는 난류인 쓰시마 해류(対馬海流)가 흐르고 있기 때문에 그 영향으로 연간 통틀어 비교적 따스한 비가 많이 내리는 전형적인 해양성 기후이다.
봄에는 서쪽으로 아시아 대륙으로부터 불어오는 계절풍 때문에 고비 사막 등지로부터 황사의 영향을 받게 된다. 여름에는 30°C를 넘는 날이 좀처럼 없으며 비교적 시원하게 지내기 쉽다. 가을에는 비교적 비가 적고 겨울에는 대륙으로부터 불어오는 계절풍의 영향으로 몹시 춥다.
| 쓰시마시 이즈하라의 기후                                     | 쓰시마시 이즈하라의 기후 | 쓰시마시 이즈하라의 기후 | 쓰시마시 이즈하라의 기후 | 쓰시마시 이즈하라의 기후 | 쓰시마시 이즈하라의 기후 | 쓰시마시 이즈하라의 기후 | 쓰시마시 이즈하라의 기후 | 쓰시마시 이즈하라의 기후 | 쓰시마시 이즈하라의 기후 | 쓰시마시 이즈하라의 기후 | 쓰시마시 이즈하라의 기후 | 쓰시마시 이즈하라의 기후 | 쓰시마시 이즈하라의 기후 |
| 월                                                           | 1월                      | 2월                      | 3월                      | 4월                      | 5월                      | 6월                      | 7월                      | 8월                      | 9월                      | 10월                     | 11월                     | 12월                     | 연간                     |
| ------------------------------------------------------------ | ------------------------ | ------------------------ | ------------------------ | ------------------------ | ------------------------ | ------------------------ | ------------------------ | ------------------------ | ------------------------ | ------------------------ | ------------------------ | ------------------------ | ------------------------ |
| 역대 최고 기온 °C (°F)                                       | 19.8 (67.6)              | 21.3 (70.3)              | 24.4 (75.9)              | 27.8 (82.0)              | 32.0 (89.6)              | 32.9 (91.2)              | 36.9 (98.4)              | 36.8 (98.2)              | 34.6 (94.3)              | 30.2 (86.4)              | 26.9 (80.4)              | 22.3 (72.1)              | 36.9 (98.4)              |
| 일평균 최고 기온 °C (°F)                                     | 9.2 (48.6)               | 10.5 (50.9)              | 13.6 (56.5)              | 18.1 (64.6)              | 22.2 (72.0)              | 24.7 (76.5)              | 28.3 (82.9)              | 30.0 (86.0)              | 26.5 (79.7)              | 22.3 (72.1)              | 17.1 (62.8)              | 11.6 (52.9)              | 19.5 (67.1)              |
| 일일 평균 기온 °C (°F)                                       | 6.0 (42.8)               | 6.9 (44.4)               | 10.0 (50.0)              | 14.2 (57.6)              | 18.2 (64.8)              | 21.3 (70.3)              | 25.4 (77.7)              | 26.8 (80.2)              | 23.4 (74.1)              | 18.7 (65.7)              | 13.3 (55.9)              | 8.0 (46.4)               | 16.0 (60.8)              |
| 일평균 최저 기온 °C (°F)                                     | 2.5 (36.5)               | 3.2 (37.8)               | 6.3 (43.3)               | 10.3 (50.5)              | 14.4 (57.9)              | 18.5 (65.3)              | 23.1 (73.6)              | 24.2 (75.6)              | 20.6 (69.1)              | 15.3 (59.5)              | 9.6 (49.3)               | 4.3 (39.7)               | 12.7 (54.9)              |
| 역대 최저 기온 °C (°F)                                       | −7.7 (18.1)              | −8.6 (16.5)              | −5.2 (22.6)              | −1.3 (29.7)              | 4.8 (40.6)               | 6.2 (43.2)               | 12.2 (54.0)              | 13.6 (56.5)              | 8.8 (47.8)               | 0.7 (33.3)               | −2.7 (27.1)              | −6.4 (20.5)              | −8.6 (16.5)              |
| 평균 강수량 mm (인치)                                        | 80.1 (3.15)              | 94.7 (3.73)              | 172.3 (6.78)             | 218.4 (8.60)             | 241.2 (9.50)             | 294.4 (11.59)            | 370.5 (14.59)            | 326.4 (12.85)            | 235.5 (9.27)             | 120.8 (4.76)             | 100.6 (3.96)             | 68.0 (2.68)              | 2,302.6 (90.65)          |
| 평균 강수일수 (≥ 0.5 mm)                                     | 7.4                      | 7.7                      | 9.9                      | 9.7                      | 9.2                      | 11.8                     | 13.0                     | 11.6                     | 9.8                      | 6.4                      | 7.5                      | 7.0                      | 111.2                    |
| 평균 상대 습도 (%)                                           | 61                       | 62                       | 65                       | 68                       | 72                       | 82                       | 83                       | 81                       | 78                       | 70                       | 68                       | 63                       | 71                       |
| 평균 월간 일조시간                                           | 147.6                    | 143.5                    | 161.5                    | 183.1                    | 199.2                    | 136.3                    | 136.1                    | 160.4                    | 131.1                    | 161.1                    | 149.0                    | 153.9                    | 1,862.8                  |
| 출처: 일본 기상청 (평년값: 1991년~2020년, 극값: 1886년~현재) |                          |                          |                          |                          |                          |                          |                          |                          |                          |                          |                          |                          |                          |

## 생태
섬의 면적 약 88%를 조엽수 등의 숲이 점하고 있다. 원시림이나 삼나무, 큰소철 등이 국가 혹은 현(県) 단위로 천연기념물로 지정되어 있으며, 섬 전체가 풍부한 자연림으로 뒤덮여 있다. 본래 식생은 활엽수림이나 임업 과정으로 조성된 침엽수림도 많다. 식생은 전반적으로 규슈 본토와 유사하지만 규슈에서는 산지에 많은 낙엽수가 쓰시마의 경우는 저지대에도 보이고 있다.
동식물 종의 경우에도 대륙계 종, 쓰시마 고유종, 쓰시마 고유 아종 및 일본 본토 계통의 종이 혼재하고 있다. 규슈 본토에 많은데 쓰시마에서는 전혀 찾아볼 수 없는 종이나, 쓰시마에는 많은데 규슈 본토에서는 보기 드문 종도 있어서 쓰시마만의 독특한 생태를 형성하고 있다.
2017년 2월에는 수달의 모습이 쓰시마에 설치된 류큐 대학 카메라에 포착되었고 그 해 8월에 발표되었다. 일본 국내에서는 1979년에 고치현에서 마지막으로 목격되었던 일본수달이 쓰시마에서 38년만에 목격되기도 했다. 수달의 종류(일본수달인지 유라시아수달인지) 등의 상세한 사안에 대해서는 향후 조사 및 연구가 있을 예정이다.
쓰시마 연안부 곳곳에 소규모의 산호초가 분포하고 있다. 2007년에는 쓰시마의 산호초에도 백화현상이 확인되었다.

### 주요 고유종 및 고유 아종
- 포유류 - 쓰시마사슴(ツシマジカ), 쓰시마산달(ツシマテン), 쓰시마관코박쥐(クチバテングコウモリ), 다이슈바(対州馬, 가축종)
- 조류 - 조선오목눈이(チョウセンエナガ), 조선큰부리까마귀(チョウセンハシブトガラス), 쓰시마쇠딱따구리(ツシマコゲラ, 오키(隠岐)에도 분포한다)
- 파충류 - 쓰시마도마뱀(ツシマスベトカゲ), 쓰시마살무사(ツシママムシ)
- 양서류 - 대마도산개구리[12](ツシマアカガエル), 쓰시마도롱뇽(ツシマサンショウウオ)
- 곤충류 - 쓰시마공주반딧불이(ツシマヒメボタル), 쓰시마우라보시시지미ツシマウラボシシジミ; 쓰시마섬 섬고유아종의 부전나비(Pithecops fulgens Doherty, 1889), 츠시마메쿠라치비고미무시  ツシマメクラチビゴミムシ ; 쓰시마섬에 서식하는 장님먼지벌레 일종(Coreoblemus venustus S. Uéno, 1969)
- 연체동물 - 쓰시마민달팽이(ツシマナメクジ)
- 식물 - 노랑참나리(オウゴンオニユリ), 대마도비비추 (ツシマギボウシ), 백운취(ツシマトウヒレン), 쓰시마춘란(ツシマニオイシュンラン), 쓰시마난초(ツシマラン, 절멸 추정)

### 주요 대륙계 종
- 포유류 - 작은땃쥐, 쓰시마호지슨박쥐(ツシマクロアカコウモリ), 쓰시마삵(ツシマヤマネコ)
- 조류 - 크낙새(절멸), 노랑턱멧새(번식), 흰배지빠귀(번식)
- 파충류 - 아무르장지뱀, 능구렁이
- 양서류 - 큰산개구리(チョウセンヤマアカガエル)
- 곤충류 - 쓰시마딱정벌레(ツシマカブリモドキ)[13],  늦반딧불이(アキマドボタル), 다우리아사슴벌레(キンオニクワガタ), 참넓적사슴벌레(チョウセンヒラタクワガタ), 쓰시마큰무당벌레(ツシママダラテントウ), 털두꺼비하늘소(ハラアカコブカミキリ), 조선늦털매미(チョウセンケナガニイニイ), 대만흰나비(タイワンモンシロチョウ)
- 식물 - 조록싸리(チョウセンキハギ), 조선산철쭉(チョウセンヤマツツジ), 백양꽃 Lycoris sanguinea var. koreana (Nakai) T. Koyama (ムジナノカミソリ)

### 쓰시마의 자연보호와 환경행정
쓰시마는 일본에서 쓰시마 본섬 안에서밖에 서식하지 않는 유라시아 대륙과의 공통종이 다수 서식하고 있는데 이들은 한때 열도와 대륙이 서로 이어져 있었음을 말해 주는 귀중한 동식물들이다. 또한 남방계 동물들도 서식하고 있으며 쓰시마 고유의 동식물도 많다. 때문에 각지에 자연보호구역이 지정되어 있고 자연환경 보호가 이루어지고 있다.
투명도가 높은 바다는 아소만이나 간자키(神崎) 등에서 해중공원(海中公園)으로 조성되어 있으며, 1968년 7월 22일에는 쓰시마섬 전역이 이키섬(壱岐島)과 함께 이키 - 쓰시마 국가지정공원(壱岐対馬国定公園)으로 지정되어 있다.
쓰시마산고양이 등 희귀종 보호를 위해 1989년 11월 1일에는 쓰시마 주도의 북부인 이나 지구(伊奈地区)가 일본 국가 지정 이나지마 조수보호구(国指定伊奈鳥獣保護区)로 지정되었다. 또한 스모시라타케 원시림(洲藻白岳原始林), 다테라야마 원시림(龍良山原始林), 미타케 조류 번식지(御岳鳥類繁殖地), 와니우라 이팝나무(鰐浦ヒトツバタゴ) 자생지가 국가 천연기념물로써 각지에 지정되었다. 특히 다테라야마 원시림의 경우 일본 유수의 원시림으로써 알려져 있다. 섬 북서부에는 일본 환경성의 쓰시마 야생생물보호센터(対馬野生生物保護センター)가 설치되어 있다.
2013년 8월 29일 절멸위기종인 쓰시마산고양이가 유일하게 서식하는 광대한 삼림지대가 경매로 부쳐졌는데, 환경보호단체 등 일본 전국 각지에서 쓰시마 시나 재판소에 해당 부지에 대한 구입 신청이 잇따랐고 쓰시마 시는 반향의 규모도를 감안해 해당 부지에 대한 시 차원의 매입을 결정, 단행하였다. 삼림의 크기는 도쿄 돔 55개 분량에 해당하며 쓰시마에서 이러한 광대한 삼림지대가 매물로 나오는 것은 처음이었기에, 한국의 업자들도 큰 관심을 보이고 있다.

## 역사

### 선사시대
구석기 시대에 대륙과 이어져 있었던 쓰시마를 따라 인류가 일본 열도를 통과했으며, 당시 인류가 통과했던 발자취가 쓰시마 곳곳에서 확인되고 있다. 오늘날까지 확인된 쓰시마 섬 안의 가장 오래된 선사 유적은 신석기 시대에 속하는 조몬 문화(縄文文化)의 것으로 이 시대에는 이미 대륙과 쓰시마가 단절되어 쓰시마가 섬으로써 고립되어 있었다. 대륙으로부터 온 나우만코끼리 등의 포유류 화석도 발견되지 않았다.
조몬 시대의 미네 정(峰町) 사가 패총(佐賀貝塚)이나 가미아가타 정(上県町) 시타루 패총 (志多留貝塚)에서는 외양성 물고기의 뼈가 발굴되었으며, 미네 정에서는 가이와(貝輪, 팔에 차던 장식품) 재료가, 오키나와(沖縄) 조개(이모가이イモガイ, 고우보라ゴウボラ 등속)와 홋카이도 조개(유키노카사ユキノカサ 외)를 사용했던 것이 확인되고 있다. 또한 석기 재료는 규슈 사가 현(佐賀県) 이마리 시(伊万里市) 고시타케(腰岳)에서 난 흑요석이었다. 나아가 미네 정 깃타 패총(吉田貝塚)에서는 조몬 시대 후기의 야구식 토기(夜臼式土器), 야요이 시대 전기의 판부(板付) 1식 토기 등이 출토되어 규슈 지방 북부와 같은 문화권에 속해 있었던 것이 판명되고 있다. 이들 석기·가이와 토기는 미네 정 역사민족자료관(峰町歴史民俗資料館)이나 도요타마 정 향토관(豊玉町郷土館) 등에 소장 전시되어 있다.
규슈 북부에서는 이 무렵부터 벼농사가 시작되고 평야가 개발되어 갔지만 쓰시마에서는 하천이나 낮은 충적지에도 불구하고 산지가 대부분인 지형으로 논을 넓게 경작할 수 없었으므로 야요이 시대에 이르러서도 수렵이나 채집, 고기잡이 등의 생업이 여전히 큰 비중을 차지하고 있었던 것으로 추정되며, 벼를 수확하는 도구였던 반달돌칼은 출토되지 않고 있다(다만 대륙 계통의 간석기나 청동기, 철기 등의 금속 도구 등은 출토되고 있다). 야요이 시대 전기의 박래품(舶載品)인 유병식(有柄式) 돌칼이 다수 발견되는 한편으로 기타큐슈에서 제작된 나카히로도보코(中広銅矛)·히로카타도보코(広形銅矛)도 많이 출토되고 있다.

#### 일본 신화에서의 쓰시마

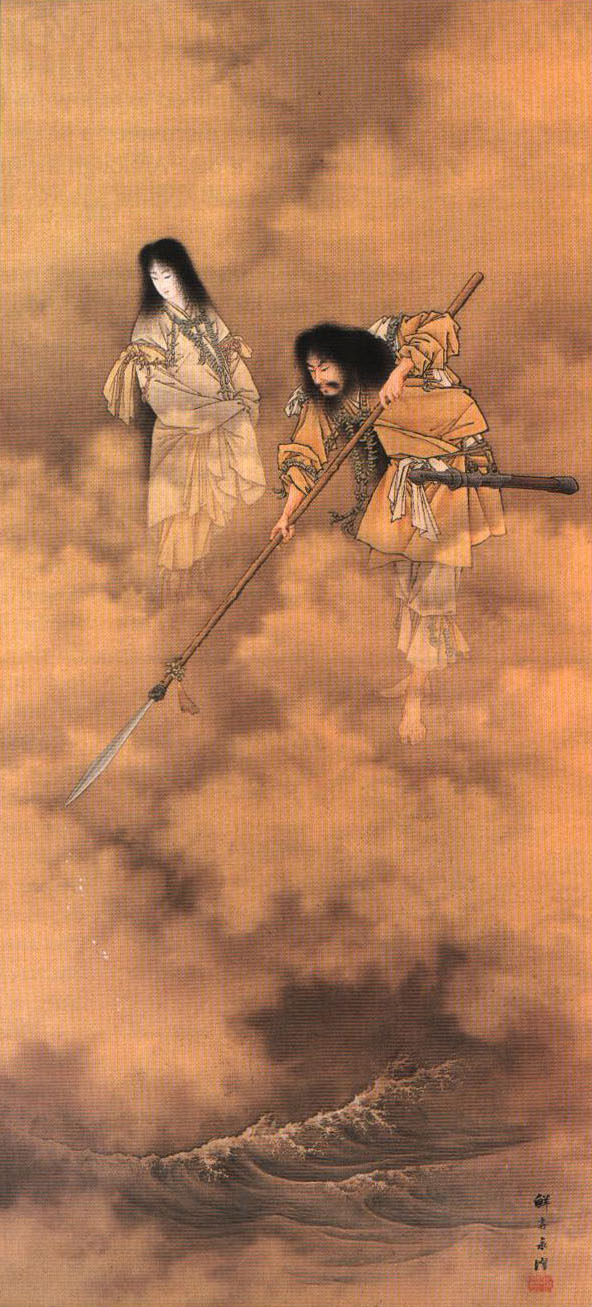
아메노히보코를 바다에 휘젓고 있는 이자나기와 이자나미 신.

《고사기》의 일본 열도 창생 신화에서는 최초로 태어난 섬들인 오오야시마(大八洲)의 하나로써 "津島"로 기록되어 있다(똑같이 쓰시마라 읽으나 다르게 끊긴다). 《일본서기》의 나라 낳은 신화(国産み神話)에서는 対馬洲, 対馬島라는 표기가 등장한다.

### 고대
고대부터 대륙과의 교류가 이어졌으며, 역사적으로는 한반도와 왜국·왜인·야마토를 잇는 교통의 요충지였다.
중국의 역사책인 《삼국지》 위지 왜인전에 왜의 일원으로써 등장하며 대방군에서 야마타이국으로 가는 경로로써 구야한국(狗邪韓國, 한국의 경상남도 김해시)에 대한 기술에 이어 "바다 하나를 건너서 1천 리" 남쪽에 위치해 있다고 되어 있다. 쓰시마는 이 시점에서 왜국 즉 야마타이국에 복속된 30여 나라의 하나로 알려져 있었다. 여기서 쓰시마는 거주하는 지역이 절해고도로 토지는 산이 험하고 깊은 숲이 많아 그 길은 짐승이나 다닐 듯 좁고 1천여 호 정도의 집이 살고 있었는데 좋은 밭이 없어서 해산물을 캐어 먹고 살며 배를 타고 남북을 오가며 쌀을 사온다고 기록되어 있다. 또한 다른 왜의 여러 나라와 마찬가지로 히코(卑狗)라 불리는 대관(大官)과 히나모리(卑奴母離)라 불리는 부관에 의한 통치가 행해지고 있었다고 한다.
쓰시마 섬에서 고훈 시대 초기에 축조된 데이즈카 고분(出居塚古墳)은 전방후원분으로써 버들잎을 닮은 형태의 동제 화살촉과 철검 파편, 대롱옥 등이 출토되었다. 전방후원분은 3세기 일본 열도에서 생겨난 고분 형태로 출토된 버들잎을 닮은 형태의 동제 화살촉은 고식 기나이형 고분(畿内型古墳)의 전형적인 출토품 가운데 하나로, 이 시대 쓰시마의 수장이 야마토 왕권과 밀접한 관계에 있어 그 영향을 강력하게 받고 있었음을 보여준다. 수장급 무덤 가운데 비교적 규모가 큰 무덤은 쓰시마 시 미쓰시마 정(美津島町) 다카하마소네(高浜曽根) 바닷가에 집중분포하고 있다. 에베스노쿠마 고분(えべすのくま古墳)은 전방후원분으로 보기도 하지만 전방후방분(前方後方墳)일 가능성도 있는데, 봉분의 전체 길이는 약 40m이다. 상자 형태의 관으로 동제 화살촉 12점, 대롱옥 1점, 철검이 출토되었고 동제 화살촉은 교토부 묘켄 산 고분(妙見山古墳)나 후쿠오카현의 이시즈카야마 고분(石塚山古墳)의 것과 유사하고 고훈 시대 전기(4세기경)에 축조된 것으로 추정된다. 미쓰시마 정의 게치네소(鶏知ネソ) 1호분은 전체 길이 30m로 상자 형태의 관 뿐 아니라 대롱옥과 철제 화살촉, 외날칼이 출토되었다. 게치네소 2호분은 전체 길이 36m로 주실은 상자식 관뿐 아니라 스에키(須恵器)나 철제 외날칼이 출토되었으며, 부실에서는 상자식 관에서 하제키(土師器)와 철검이 출토되었다. 두 무덤 모두 돌무지무덤(적석총)이다.

#### 야마토 왕권이 한반도로 가는 중계지

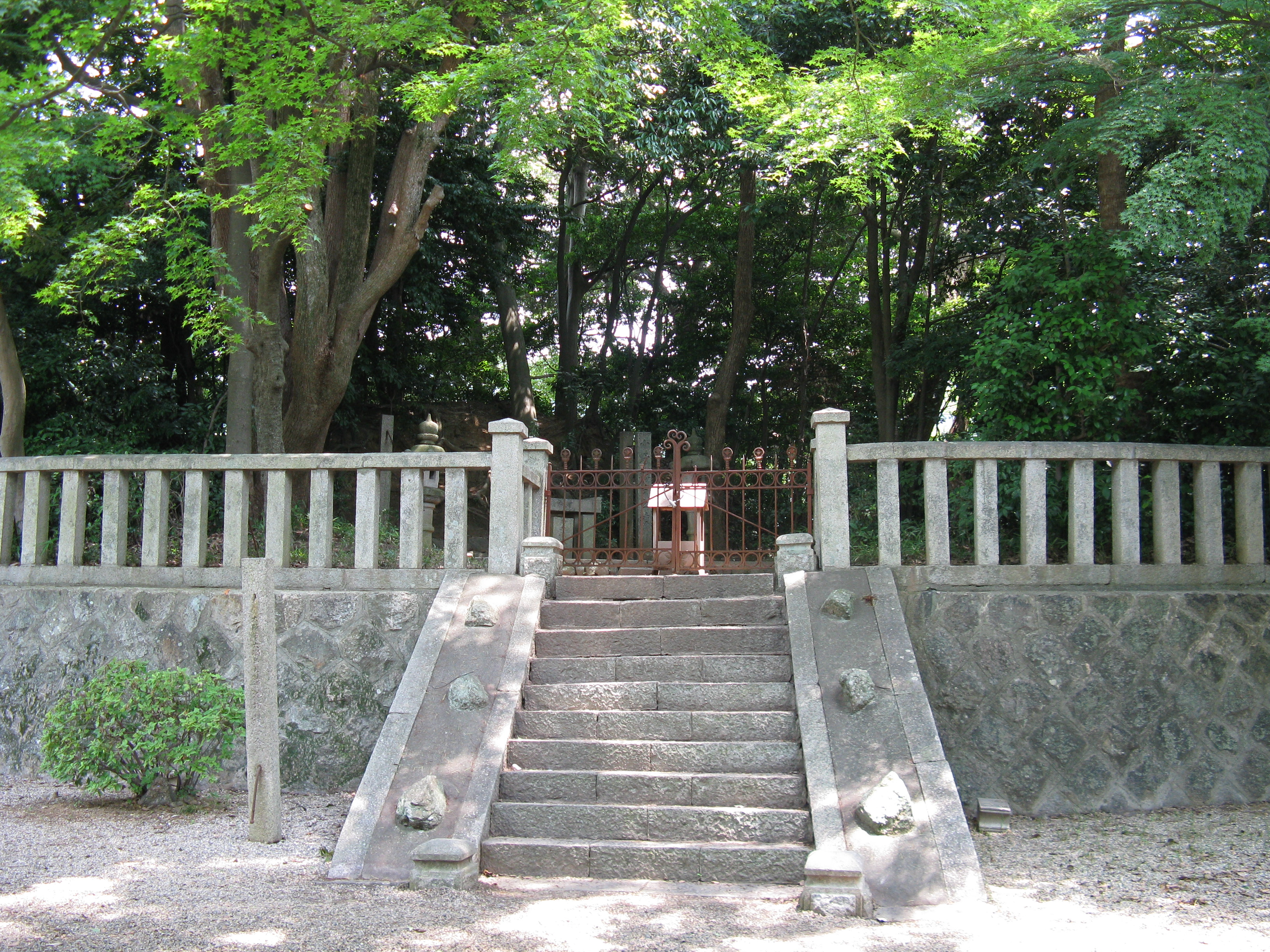
607년 중국의 수(隋) 왕조에 사신으로 파견되었던 왜국의 사신 오노노 이모코(小野妹子)의 무덤. 오노노 이모코는 사신으로 파견될 때 그리고 돌아올 때 모두 쓰시마를 거쳐 귀국하였다. 오늘날의 일본 오사카 부 미나미가와치 군 타이시 정 소재.

쓰시마 섬의 수장으로써 《선대구사본기》(先代旧事本紀) 구니노미야쓰코 본기(国造本紀)에는 "쓰시마노 아가타노 아타이"(津島県直)로 전하고 있다. 고훈 시대는 야마토 왕권이 한반도 국가들과 외교관계를 맺거나 혹은 한반도 국가들 사이의 전쟁에 개입, 혹은 한반도 국가에 대한 군사행동을 시도하면서 한반도와의 관계가 여러 각도에서 진전되던 시대로, 수식이 가해진 《일본서기》를 제외하고도 고구려의 광개토대왕비, 《송서》 왜국전, 《삼국사기》를 통해 당시의 상황을 짐작할 수 있다. 쓰시마가 구체적인 지명으로써 등장하는 것은 《일본서기》에서의 일로, 신화적인 진구 황후(神功皇后)의 삼한 정벌 당시 쓰시마 북단에 위치한 와니노쓰(和珥津, 오늘날의 가미쓰시마 정上対馬町 소재 와니우라鰐浦)에서 출항하였으며 돌아오는 길에 여덟 개의 깃발을 와다쓰미 신사(和多都美神社, 오늘날의 쓰시마 가이진 신사海神神社)에 봉납하였다는 것이다 《삼국사기》 신라본기 실성 이사금(実聖尼師今) 7년(408년)조에는 왜인이 신라를 습격하기 위해서 쓰시마 섬 안에 군영을 설치한다는 소식이 전해졌다고 기록하고 있다. 이렇듯 쓰시마는 야마토 왕권이 한반도로 가는 중계지로써의 역할을 맡고 있었다.
다이카 개신 이후 왜국에 율령제가 시행되고 쓰시마는 사이카이도에 속한 령제국(令制国)으로써 쓰시마국으로써 오늘날의 이즈하라에 고쿠후(国府)가 설치되었고, 지쿠시도독부 즉 다자이후가 설치된 뒤에는 관할 안에 들게 되었다. 스이코 천황 8년(600년)과 15년(607년) 견수사(遣隋使)로 수에 파견된 오노노 이모코, 조메이(舒明) 2년(630년) 이누가미노 미타스키(犬上御田鍬)를 비롯한 초기 견당사들도 모두 이키섬과 쓰시마를 그들의 기항지로 삼았다.

#### 백강구 전투와 쓰시마
덴지 2년(663년) 백강구 전투 이후 왜국은 당과 신라의 침공에 대비해 이듬해 쓰시마에 사키모리(防人)를 배치하고 여덟 곳의 도부히를 배치하였다. 사키모리들은 대부분 도고쿠 지역으로부터 징발된 자들이었고, 《만요슈》(万葉集)에는 고향을 떠나와 쓰시마에서 수자리 서면서 고향과 처자를 그리면서 읊은, 혹은 사키모리들의 아내와 자식과 부모들이 남편과 어버이와 아들을 그리면서 읊은 여러 편의 사키모리우타(防人歌)가 등장하고 있다. 덴지 6년(667년)에는 아소 만 남안에 가네다 성을 쌓아 국경 요새로써 덴무 3년인 하쿠호 2년(674년)에 이즈하라가 정식으로 쓰시마 고쿠후로써 정해졌으며, 같은 해 쓰시마노카미(対馬守) 오시미노미야쓰코 오오쿠니(忍海造大国)가 쓰시마에서 산출된 은을 조정에 헌상하는데, 이것이 일본 역사상 최초의 은 산출이었다. 이 쓰시마 은산(対馬銀山)은 은을 함유한 방연광 광상(鉱床)으로 광석을 산 위로 옮겨서 며칠 동안 달이기를 계속하는 방식으로 남은 은을 채취하였다고 한다. 이러한 금속정련법은 회취법(cuppelation)과 유사하였다.
몬무 5년(701년) 쓰시마에서 산출되었다고 칭하는 금이 조정에 헌상되었고, 이를 축하하기 위해서 일본 조정은 연호까지 새로이 다이호(大寶)로 바꾸었을 정도였다(하지만 이는 오늘날에는 쓰시마에서의 금 산출이 위조된 것이었다고 판명되어 있다).
쓰시마 국에는 이나, 구스(久須) 등 다섯 개의 향(郷)을 묶어 가미아가타 군(上県郡), 쓰쓰(豆酘), 게치(鶏知) 등 다섯 개의 향을 묶어 시모아가타 군(下県郡)이 세워졌다. 덴표(天平) 13년(741년) 진호국가(鎮護国家)를 목표로 하던 쇼무 천황이 고쿠분지(国分寺) 건립을 명하는 조(詔)를 내면서 쓰시마에서도 이즈하라 땅에 고쿠분지(国分寺)가 세워졌다.
사키모리 제도는 3년 교대로 도고쿠에서 파견된 병사 2천여 명에 의해 성립되고 유지되었으나 덴표 9년(737년) 이를 정지시키고 규슈 본토의 지쿠시 국(筑紫国) 주민들을 쓰시마와 이키로 파견하는 것으로 바꾸었다가, 다시 도고쿠 지역에서 사키비토를 징발하는 제도가 부활하고, 덴표호지 원년(757년)에는 이것도 폐지되어 사이카이도 도내 7개 구니(지쿠젠국·지쿠고국·히젠국·히고국·부젠국·분고국·휴가국) 병사 1천 명으로 이를 대신하게 하였다.
진고케이운 2년(768년), 쓰시마의 가미아가타 군에 살고 있던 다카하시노무라치 하지노우네메(高橋連波自采女)라는 인물이 자신의 남편이 죽은 뒤 남편의 무덤 옆에서 시묘살이를 하면서 매일 소식하였고 평생 수절하였다는 사실이 알려져서 조정에서 그 마을 어귀에 정려문을 세워서 표창하고 해마다 바치던 조(租)를 면해 주었다(《속일본기》)고 한다. 쓰시마 시 도요타마 정에 하지노우네메의 무덤이 위치해 있다.

#### 견신라사
고대에 신라에서 일본으로 긴메이 천황 원년(540년)부터 엔초 7년(929년에 걸쳐 아흔 번에 가까운 사신들이 왔으며, 일본에서도 긴메이 32년(571년)부터 간교 6년(882년)까지 공식적으로만 45회에 달하는 사절이 파견되었다. 이들 사신들은 모두 쓰시마를 경유하였다. 쓰시마를 거쳐 신라로 파견되는 견신라사들의 와카는 8세기 중엽에 성립된 와카 모음집 《만요슈》에 실려 있다.

百船（ももふな）の泊（は）つる対馬の浅茅山 時雨（しぐれ）の雨にもみだひにけり

《만요슈》에는 이밖에도 아소노우라(浅茅浦)나 다케시키노우라(竹敷の浦) 등의 쓰시마 관련 지명이 보이며, 다마츠키(玉槻)라는 쓰시마에 머무르던 여인이 지은 노래로

竹敷の玉藻なびかしこぎ出なむ 君が御船をいつとか待たむ

라는 노래도 수록되어 있다.

#### 신라구와 도이의 입구
간무 천황 때에 이르러 사키모리 제도는 일본 본토에서 폐지되었고 군단제(軍団制)로 바뀌었는데, 쓰시마와 이키 두 구니에 한해서만은 예외적으로 사키모리 제도가 존속해 있었다. 9세기부터 신라구(한구)라 불리는 신라 해적들이 규슈 연안과 세토 내해를 급습해 관물을 약탈하는 사태가 벌어지기 시작하였다. 고닌(弘仁) 4년(813년)에 있었던 신라 해적의 쓰시마 침공은 고닌의 간구(弘仁の韓寇)라 불리며, 이 침공 직후 쓰시마에서는 다자이후를 통해 조정에 신라어 통역과 함께 노사(弩師)를 배치할 것을 요청하였다. 조와 4년(837년)에는 일본 조정으로부터 와다쓰미 신사에 신위(神位)가 내려지기도 했다.
간표 6년(894년) 신라 적선 대소 합쳐 1백 척에 탄 2,500명의 신라해적들이 쓰시마의 사쓰우라(佐須浦)를 습격하였고, 당시의 쓰시마노카미였던 훈야노 요시토모가 노사들을 동원해 이들을 격퇴하는데 성공하였다.
한반도에서 신라가 멸망하고 고려가 개창된 뒤인 간닌 3년(1019년) 정체를 알 수 없는 적선 50척이 쓰시마를 습격했는데, 기록에 따르면 이들에게 살해된 자가 365명, 납치된 자는 1,289명에 달했고 유명하던 쓰시마 은광도 소실되었다. 피해는 쓰시마뿐만 아니라 이키와 기타큐슈에까지 뻗쳤는데, 일본인들을 포로로 잡아가면서 노약자는 죽여서 바다에 던져버리기까지 했던 이들의 정체에 대해 당시 일본 조정은 포로로 잡힌 해적 세 명이 고려인임을 들어 고려의 침공이라 간주했으나, 이들 해적들이 동해상에서 고려 진명선병도부서(鎭溟船兵都部署) 소속 수군 선단에 의해 나포되고 해적에 잡혀 있던 일본인 포로들이 구출되어 고려의 김해부를 거쳐 일본으로 송환되었고, 송환을 맡았던 고려인과 포로로 잡혀 있다 구출된 일본인들을 통해 이들이 고려인이 아니라 도이(刀伊)라 불리던 여진족임이 알려졌다. 이들 여진족 해적의 포로가 된 자들 가운데는 쓰시마의 한간다이(判官代) 나가미네노 모로치카(長嶺諸近)도 있었는데, 일족과 함께 도이들에게 포로로 잡힌 모로치카는 홀로 빠져나와 도망치는 데 성공했으나 처자를 찾기 위해 고려에 갔다가 도이들에게 붙잡힌 일본인 포로의 비참한 처지를 전해듣고 귀국했다는 기록이 남아있다. 이 사건은 도이의 입구(刀伊の入寇)라 불리고 있다.

### 중세
지쇼-주에이의 난(治承・寿永の乱) 당시 쓰시마 고쿠시(国司)였던 후지와라노 지카미쓰(藤原親光)는 미나모토노 요리토모의 외척이었기 때문에 겐지에 마음이 기울어 주에이 2년(1183년) 쓰시마를 떠나 교토로 향하려 했으나 헤이케가 규슈 전역을 제압하고 있었으므로 쓰시마를 출발할 수도 없었다. 헤이케의 무장 다이라노 토모모리(平知盛)는 다자이노쇼니(大宰少弐)를 맡고 있던 하라다 다네나오(原田種直)를 통해 사이카이도 지역 무사들에게 야시마로 와서 헤이케에 합류할 것을 명하였지만, 지카미쓰는 이를 거부했고 세 번에 걸쳐 헤이케의 추토를 당하였다. 지카미쓰의 주종은 이에 고려로 달아났고, 헤이케가 멸망한 뒤인 분지 원년(1185년) 6월에 쓰시마로 돌아왔다.
중세 일본의 쓰시마는 장원 제도(荘園制度)의 발전이 보이지 않는데 가마쿠라 막부(鎌倉幕府)는 각 구니마다 슈고(守護)를 배치하면서 쓰시마 국의 슈고는 쇼니씨(少弐氏, 무토 씨武藤氏)에게 맡겼다.
12세기에는 훗날 소 씨(宗氏)의 시조가 되는 고레무네 씨(惟宗氏)가 쓰시마에 들어 왔다. 고레무네 씨는 원래 다자이후의 관인이었는데 지쿠젠 국(筑前国)의 무나가타 군(宗像郡)에서 쓰시마로 왔다고 한다. 사료에서 고레무네 씨의 이름이 쓰시마의 재청관인으로써 확인되는 최초의 사례는 겐큐(建久) 7년(1196년)의 것이다. 고레무네 씨(소 씨)는 쇼니 씨의 슈고다이(守護代)로써 차츰 쓰시마에서 세력을 키워나갔고 무사(武士)화되었다. 기존에 쓰시마에서 세력을 지니고 있었던 아비루 씨(阿比留氏)는 당시 일본과 공식적인 국교를 맺고 있지 않았던(상인이나 민간교류는 행해졌다) 고려와의 교역을 행하고 있었고, 다자이후의 힐문도 따르지 않았다. 간겐(寛元) 4년(1246년) 다자이후의 명으로 고레무네노 시게히사(惟宗重尚)가 게치 땅을 중심으로 강한 세력을 지니고 있던 아비루 재청(阿比留在庁, 헤이타로平太郎)를 쳐서 쓰시마의 지배권을 확립하게 되었다.
한편 가마쿠라 시대에는 분에이 2년(1265년) 성립된 《속고금화가집》(続古今和歌集)에 수록된 다이나곤 도시미쓰(大納言俊光)의 딸이 읊은 노래가 실려 있다.

雨晴るる夕影山に鳴く蝉の　声よりおつる木々の下露

이 노래는 가미쓰시마(上対馬)의 아지로 촌(網代村)에 전해지는 유카게야마 전설(夕影山の伝説)에서 제재를 따온 것이라고 한다.

#### 원나라의 일본원정
가마쿠라 시대 일본은 두 차례에 걸친 원(元, 몽골 제국)과 고려의 침공을 당했다. 이를 일본 역사에서는 원구(元寇)라고 부르고 있다. 당시 남송을 정벌하기 위한 외교적 방책으로 고려 출신의 조이로부터 남송과 통교하고 있는 일본을 초유해야 한다는 건의를 들은 쿠빌라이 칸(원 세조)은 고려에 일본으로 가는 길 안내와 원과 일본의 통교 알선을 요구하였고, 30년에 걸친 대몽항쟁에 이어 몽골과의 화의를 반대하던 삼별초 세력의 반발을 진압하느라 국력을 거의 소진한 상태였던 고려 조정으로써는 원이 일본을 공격하게 될 경우 고려가 그 중간 거점으로써 피해를 입게 될 것을 염려하며 일본으로 가려는 몽골의 관리에게 바닷길의 험함을 일부러 강조하며 길 안내를 회피하거나 일찍이 일본이 고려는 물론 중국과도 공식적으로 통교한 적이 없고 일본을 공격해봐야 도움이 될 것이 전혀 없다며 원의 일본으로 가고자 하는 시도를 막으려 하였으나, 쿠빌라이 칸의 독촉과 고려 출신의 부원(附元) 반역자 홍다구의 횡포에 고려 조정은 결국 일본원정에 협조하게 된다.
쓰시마는 이 침공의 최초 공격 목표였고, 이때의 침공은 쓰시마 역사상 최대의 수난이라고 해도 좋을 것이었다. 분에이(文永) 11년(1274년) 몽골·한족 병사 25,000명과 고려 병사 8,000명 및 수부(水夫) 6,700명이 고려에서 건조한 함선 9백 척에 나누어 타고 10월 5일 쓰시마의 사쓰우라·고모다하마(小茂田浜)에 상륙하였다. 당시 쓰시마 섬을 지키고 있던 영주 소 스케쿠니(宗助国)는 일족 노토(郎党) 80여 기(騎)를 거느리고 맞아 싸웠으나, 압도적인 병력과 전략전술 앞에 단 두 시간만에 전멸하였다. 이때의 수난은 현재까지 쓰시마 고모다하마 신사(対馬小茂田浜神社)에 전해지고 있다. 니치렌(日蓮)은 자신이 쓴 편지에서 쓰시마 해안가에 상륙한 몽골과 고려의 연합군이 섬의 남자란 남자들은 거의 모조리 살해하고 여자들은 잡아서 손을 뚫은 후 줄줄이 꿰어서 가죽끈으로 포박해 뱃전에 매달아두었다는 풍문을 전하고 있다. 이것이 쓰시마가 겪은 몽골 침공이었으며, 이키 제도에서도 비슷한 참상이 벌어졌다고 한다.
고안 4년(1281년) 원은 다시금 고려를 내세워 일본을 침공하였는데, 합포(오늘날의 대한민국 경상남도 창원시 마산합포구 일대)에서 출발한 몽골·한족 병사 3만여명과 고려 병사 9,960명, 수부 등 총 17,029명으로 구성된 동로군(東路軍), 중국 닝보에서 출항한 옛 남송 출신의 병사들이 주력이 된 10만 명의 강남군(江南軍)이 일본을 공격하였다. 《하치만구도기》(八幡愚童記) 조오본(正応本)에는 이렇게 기록하고 있다.
其中に高麗の兵船四五百艘、壱岐と対馬より上りて。見かくる者を打ころしらうせきす、国民ささへかねて、妻子を引具し深山に逃かくれにけり、さるに赤子の泣こえを聞つけて、捜りもとめて捕けり。
그 가운데 고려 병선이 4, 5백 척이라. 이키와 쓰시마에 상륙하여 보이는 사람마다 때려죽이니, 백성들이 갈 곳이 없어 처자식들을 이끌고 깊은 산으로 도망가 버렸는데, 곧이어 갓난아이 울음소리가 들려서 발각되어 붙잡혀버렸다.

#### 왜구의 소굴
원나라의 일본원정 이후 고려 말기에 이르러 중국과 한반도 해안에 왜구라 불리는 일본발 해적들이 창궐하기 시작하였다. 쓰시마는 이키나 마쓰라와 함께 왜구의 근거지인 '삼도(三島)' 가운데 하나로써 지목되었다. 일본 학계에서는 왜구의 창궐에 대해 원나라의 일본원정에 대한 방위나 보복의 의미가 있었다고 해석하는 설도 존재하며 한국 학계에서는 이영 등의 학자들에 의해 일본에서 남북조 시대가 열리고 남조와 북조 세력이 충돌하던 규슈 지역에서 지휘 계통의 혼선이 벌어진 와중에 아시카가 다카우지 타도를 외치며 규슈로 내려온 아시카가 다다후유의 공세에 몰린 쇼니 요리히사가 휘하에 거느리고 있던 쓰시마 소 가문을 통해 병량 확보를 위한 외부로의 약탈을 명한 것이 왜구 창궐의 시발점이 된 이른바 '경인년(1350년) 왜구'의 원인이었다고 하는 주장도 대두하였다.
쇼헤이 21년/조지 5년(1366년) 고려는 왜구 체포를 당시 쓰시마 도주였던 소 씨(宗氏)에게 요청하였고 소 쓰네시게(宗経茂)가 이에 응해서 고려와의 통교가 시작되었지만 왜구는 그뒤로도 여전히 창궐했고, 이러한 왜구의 창궐은 고려 왕조 멸망의 한 원인이 되었고, 왜구 진압 과정에서 공을 세우고 명망을 얻게 된 신흥 무인 세력의 한 사람인 이성계(李成桂)가 고려 왕조를 무너뜨리고 조선 왕조를 세우게 되는 한 단초를 제공하였다.
해를 거듭하며 고려의 해안 전역을 휩쓸다시피 해서 고려의 지방 행정을 거의 초토화시켰던 왜구는 고려의 도통사 최영의 주도 아래 대대적인 수군 정비가 이루어지고 최무선의 건의로 설치된 화통도감를 통해 화약 무기가 도입되면서 고려 우왕 6년(1380년) 진포 해전에 이어 황산대첩에서 궤멸적인 타격을 입고 그 세가 위축되었다. 고려 우왕 9년(1383년) 한반도 남해안의 관음포 앞바다에서 벌어진 관음포 전투에 이어 겐추 6년/고오 원년(1389년) 경상도원수(慶尚道元帥) 박위(朴葳)가 거느린 고려군이 당시 왜구 소굴로 지목되어 오던 쓰시마를 공격하기에 이르렀다. 쓰시마를 공격한 박위의 고려군은 왜구 전함 3백 척을 격파하고 포로가 되어 있던 다수의 고려인들을 구출하였는데, 이때 고려의 쓰시마 원정을 일본 역사에서는 고오의 외구(康応の外寇)라고 부르고 있다.
쓰시마에서는 왜구 금지나 조선과의 교역 진전에 적극적이었던 도주 소 사다시게가 사망하고 왜구의 활동이 다시 활발해지게 되는데, 조선 세종 1년/오에이 26년(1419년) 5월, 조선의 충청도 비인현 해안가 일대에 왜구가 출몰해 정박 중이던 조선측 병선을 불사르고 상륙해 읍성을 포위 공격하고, 민가를 약탈하는 사건이 발생했으며, 며칠 뒤 황해도 해주의 연평곶으로 와서 조선 수군에 중국으로 가는데 필요하니 식량을 대어달라는 요구를 하고는 쌀을 가져온 인부들을 억류하기도 하였다. 이에 당시 세종에게 양위하고 상왕으로 물러나 있던 태종은 6월, 왜구 진압을 명분으로 내걸고 대대적인 쓰시마 공격을 감행하였다. 이때의 쓰시마 공격을 한국측에서는 기해동정(己亥東征), 일본측에서는 오에이의 외구(応永の外寇)라고 부르고 있다.
조선군은 삼군도체찰사 이종무를 총지휘관으로 병선 227척과 병사 17,285명이 삼군으로 편성되어 쓰시마를 공격, 오사키우라(尾崎浦)를 불사르고 이어 오후나고시(小船越)를 쳤으며, 나아가 니이우라(仁位浦)로 진군해서 누카다케(如加岳, 糠嶽라고도 쓴다)에서 쓰시마 병사들과 격렬한 전투를 벌였다. 그러나 누카다케에서 조선군은 쓰시마 현지 지형에 밝았던 쓰시마측 복병의 반격으로 대패했고, 180명의 병사가 사망했다. 교착 상태에서 마침 폭풍우까지 가까워왔고, 쓰시마측도 조선측과의 더 이상의 싸움이 어렵다는 판단에 조선측에 화평을 제안하면서 조선측이 이를 받아들여 7월 3일에 거제도(巨済島)로 전면 철수하였다. 에이호 5년(1433년) 소 씨의 주군이었던 쇼니 가문의 쇼니 요시요리(少弐嘉頼)가 스오의 오우치 씨(大内氏)에게 패해 쓰시마로 도망쳐 와서 미네(三根)의 나카무라(中村)에서 거주하였다. 이로 인해 쇼니 씨와 소 씨는 나란히 지쿠젠에서의 세력 기반을 잃었다.
한편 조선 태종이 승하한 뒤 세종은 일본에 대한 선린정책을 행했고, 세 번에 걸쳐 통신사를 보내 통교 제도를 정비하였다. 에이호 10년(1438년) 무렵 문인제(文引制)를 채용하고 가키쓰(嘉吉) 3년(1443년)에는 계해약조라 불리는 양국간 협약이 체결되어, 쓰시마에서 조선으로 오는 세견선(歳遣船)은 해마다 50척을 상한으로 하는 대신 조선측이 해마다 세사미(歳賜米)라는 이름으로 쓰시마 도주에게 2백 섬씩의 쌀을 지급하기로 결정되었다. 일본에서 조선으로 도항하는 자는 쓰시마 소 씨의 통제 아래 두게 하였고, 남부 해역에서의 고기잡이 특권도 소 씨에게 일부 허용하였다. 이 무렵의 쓰시마의 상황은 당시 통신사로써 일본을 방문했던 인물인 신숙주(申叔舟)의 《해동제국기》(海東諸国紀)에 상세히 기술되어 있다. 이렇게 조선과의 통교에 관계되는 여러 가지 권익들이 소 씨에게로 집중되는 과정은 동시에 쓰시마 섬 안에서의 소 씨의 령국 지배가 확립되어 가는 과정이기도 했다. 섬 안의 호족들도 경제적 기반은 토지로부터 나오는 수입보다도 고역에 의존하는 경우가 많았으므로 소 씨가 조선으로부터 우대받는 것은 그들에게 있어서도 좋은 일이었다. 소 씨가 장악한 대조선 교역권과 어업권은 자신의 가신단 편성 등에서 중요한 역할을 하였다.
에이쇼(永正) 7년(1510년) 조선측의 교역 억제 정책이나 항거왜(恒居倭)라 불리는 당시 조선 국내에 체류하던 일본인들에 대한 제재를 견디지 못하고 항거왜와 소 씨는 부산포, 내이포, 염포 등에서 병란을 일으켰는데, 쓰시마 도주의 아들인 소 모리히로(宗盛弘)를 대장으로 하는 4천에서 5천 명 정도의 병사가 조선측을 상대로 싸움을 벌였지만 수적으로 우세였던 조선측에 대패하고 모리히로는 웅천에서 죽었다. 이것이 삼포왜란이며, 이후 동중국해나 한반도 서해에 걸쳐 왜구가 다시 창궐하게 되었는데, 다만 이때의 왜구는 조선 바닷가가 아닌 명의 해안을 주로 타겟으로 삼았으며, 왕직(王直)과 서해(徐海), 이광두(李光頭) 등 중국 강남 지역 출신이 이끄는 경우도 있었다. 16세기에 창궐했던 이들 왜구는 14세기 여말선초의 왜구(전기 왜구)와 구분해 후기 왜구라 부르고 있다. 이들의 활동으로 조선과 일본간의 교역은 쇠퇴하였으며, 한편 소 씨는 센고쿠 시대에 들어 이키로 진출한 마쓰우라 씨(松浦氏)와 대립하게 되었다.

### 근세
텐쇼(天正) 15년(1587년) 도요토미 히데요시(豊臣秀吉)의 규슈 정벌에 즈음해 소 씨는 사전에 도요토미 정권에 신종할 것을 결정하고 쓰시마 본령(本領)을 안도(安堵)받았다. 텐쇼 18년(1590년) 소 요시토시(宗義智)가 종4위하 시종(侍従)·쓰시마노카미(対馬守)에 임명되고 난 뒤로 소 씨의 당주는 대대로 쓰시마노카미에 임명되는 것이 관례가 되었다.
임진왜란에서는 공격에 앞서 텐쇼 19년(1591년) 이즈하라에서 옛 가네이시 성의 배후에 시미즈 산성(清水山城)이, 가미쓰시마의 오오우라에 撃方山城이 수축되어 일본군의 중계 기지가 되었다. 쓰시마에서는 소 요시토시가 5,000명을 동원하였다. 요시토시가 거느린 쓰시마 군세는 1번대부터 9번대까지 편성되어 있던 일본군 안에서도 최선봉을 맡은 고니시 유키나가의 1번대에 배속되었다. 분로쿠(文禄) 원년(1592년) 요시토시 등은 일본 전군의 선봉으로써 바다를 건넜고 조선군이나 명나라군과 교전하여 조선 남동부의 주요 항구인 부산진, 조선의 국성 전주 이씨의 본관인 전주, 충청도의 대표 도시 충주의 탄금대, 조선의 수도인 한성, 한성과 평양을 이어주는 교통과 상업의 요충지 개성에 이어 조선 북부의 주요 도시인 평양까지 차례로 공략하였다. 요시토시는 전투뿐만 아니라 장인인 유키나가와 함께 일본측의 외교를 맡아 활동하기도 하였으며, 고니시 유키나가와 함께 양국간 강화를 도모하였다. 또한 일본의 30만 군대가 바다를 건너는 중계지로 변한 쓰시마에서는 삼았기에 식량 부족에 시달렸고, 체류하던 병사들이 닭과 개, 쌀 등을 주민들로부터 약탈하는 일까지 벌어져 이를 막는 금령이 내려질 정도였다. 한편 쓰시마에서는 고니시 유키나가가 썼다는 투구가 전해지고 있다.
요시토시는 게이초 5년(1600년) 세키가하라 전투에서는 유키나가를 따라 서군에 가담하였고 그 자신은 후시미성 공격에도 참가하였으며, 오쓰 성(大津城) 공격이나 세키가하라 본전에서는 가신을 보내 참전하게 하였다. 서군이 패배한 뒤에는 도쿠가와 이에야스로부터 용서를 받고 이후 대대로 도쿠가와씨에 신속하면서 조선에 대한 외교창구로써의 역할을 맡게 되었다.
이렇게 에도 시대 내내 소 씨가 쓰시마 후추 번(対馬府中藩, 통칭 쓰시마 번対馬藩)의 번주를 맡아 조카마치(城下町)를 쓰시마 후추(府中, 현재의 나가사키현 쓰시마시 이즈하라)에 뒀다. 게이초 14년(1609년)에는 조선과의 기유약조(일본명 게이초 약조慶長条約)가 체결되고 부산포에 왜관이 재건되었다. 왜관은 네덜란드 상관이 위치해 있던 나가사키의 데지마의 25배에 달하는 약 10만 평 부지에 설치되었고 500명에서 1,000명에 이르는 쓰시마 번사(藩士)나 주민들이 거류하면서 교역을 맡았다.
2대 번주 소 요시나리 대인 겐나 원년(1615년) 오사카 전투에서 쓰시마는 도쿠가와 측으로써 참가하였다. 이후 요시나리와 쓰시마 번 가로(家老) 야나가와 시게오키와의 사이에서 야나가와 잇켄이라 불리는 사건이 벌어졌는데, 간에이 12년(1635년) 3대 쇼군 도쿠가와 이에미쓰에 의해 재가되어 요시오키가 패소하였다. 간에이 14년(1637년)부터 이듬해에 걸쳐 벌어진 시마바라의 난에서 쓰시마 번은 막부측으로써 참가하였다. 사스 광산(佐須鉱山)을 다시 채굴하기 시작한 것도 요시나리의 시대에 이르러서였다.
쓰시마 번은 참근교대 제도에 기초해 3년에 한 번 에도의 세이이타이쇼군(征夷大将軍, 정이대장군)에게 출사하여야 했고, 에도에 번저를 두고 이즈하라와의 사이를 번주 자신이 가신들을 거느리고 성대한 행차를 갖추어 오고 갔다. 외교면에서는 쇄국체제 아래 일본에서 조선통신사를 맞이하는 등 조일외교의 중개자로써의 역할을 맡았다. 또한 조선과 일본 양국의 중앙권력으로부터 부산포의 초량왜관에서의 교역권을 허가받았다.
야나가와 잇켄 이후 조선과 일본 양국의 외교 체제가 정비되고 후추(府中)의 이테이안(以酊庵)에 교토 5산(京都五山)의 선승(禅僧)들이 번갈아 부임해 외교문서를 맡는 이테이안 윤번제(以酊庵輪番制)가 확립되는 등 막부의 통제도 강화되었다. 간분(寛文) 3년(1663년)에 쓰시마 번은 다섯 척의 배가 정박할 수 있는 항구를 조성하였는데, 오늘날 오후나에 터(お船江跡)라는 유적으로 당시의 모습 그대로 보존되어 있다. 이보다 2년 전인 간분 원년(1661년) 니이 군 검지(仁位郡検地)라 불리는 토지조사가 실시되었다. 쓰시마 번은 10만 석 수준의 다이묘로 간주되었지만 실제 쓰시마의 지형과 환경상 쌀 4500석에 보리 15,000석 정도가 쓰시마의 실제 수입이었고 번의 수입은 대부분 조선과의 교역으로부터 오는 것이었다. 경작지 면적 내에서 가장 많은 것은 밭이었고, 다음으로 고바(木庭)라 불리는 화전이었으며, 검지(토지조사)에서는 고바도 백성지고(百姓持高)로 포함되었다. 또한 석고(石高) 제도 대신 겐다카(間高) 제도라는 특별한 생산단위가 채용되었다.
17세기 후반에 이르러서 조일무역과 은 광산의 융성으로 쓰시마는 큰 번영을 누렸고, 아메노모리 호슈(雨森芳洲)나 스야마 도쓰안(陶山鈍翁), 마쓰우라 가쇼(松浦霞沼) 등의 인재도 배출되었다. 당시의 소 씨의 번영은 쓰시마 소 씨의 보리사(菩提寺)였던 반쇼인(万松院) 뿐 아니라 가이진 신사(海神神社)나 와다츠미 신사(和多都美神社)의 장려함을 통해 오늘날까지도 남아 있다. 조쿄 2년(1685년) 번주 소 요시자네(宗義真)가 후추에 소학교(小学校)라는 이름이 붙은 학교를 세워 가신의 자제들에 대한 교육을 맡게 하였는데, 이는 일본에서 소학교(小学校, 한국의 초등학교에 해당하는 교육기관이다)라는 이름의 시설이 설치된 최초였다. 18세기 초에는 스야마 도쓰안의 힘으로 10년 가까운 이지카오이쓰메(猪鹿追詰, 해수구제사업)이 실시되었다. 이를 통해 당시 쓰시마의 화전경작에 해를 주던 멧돼지들이 쓰시마에서 절멸되었다.

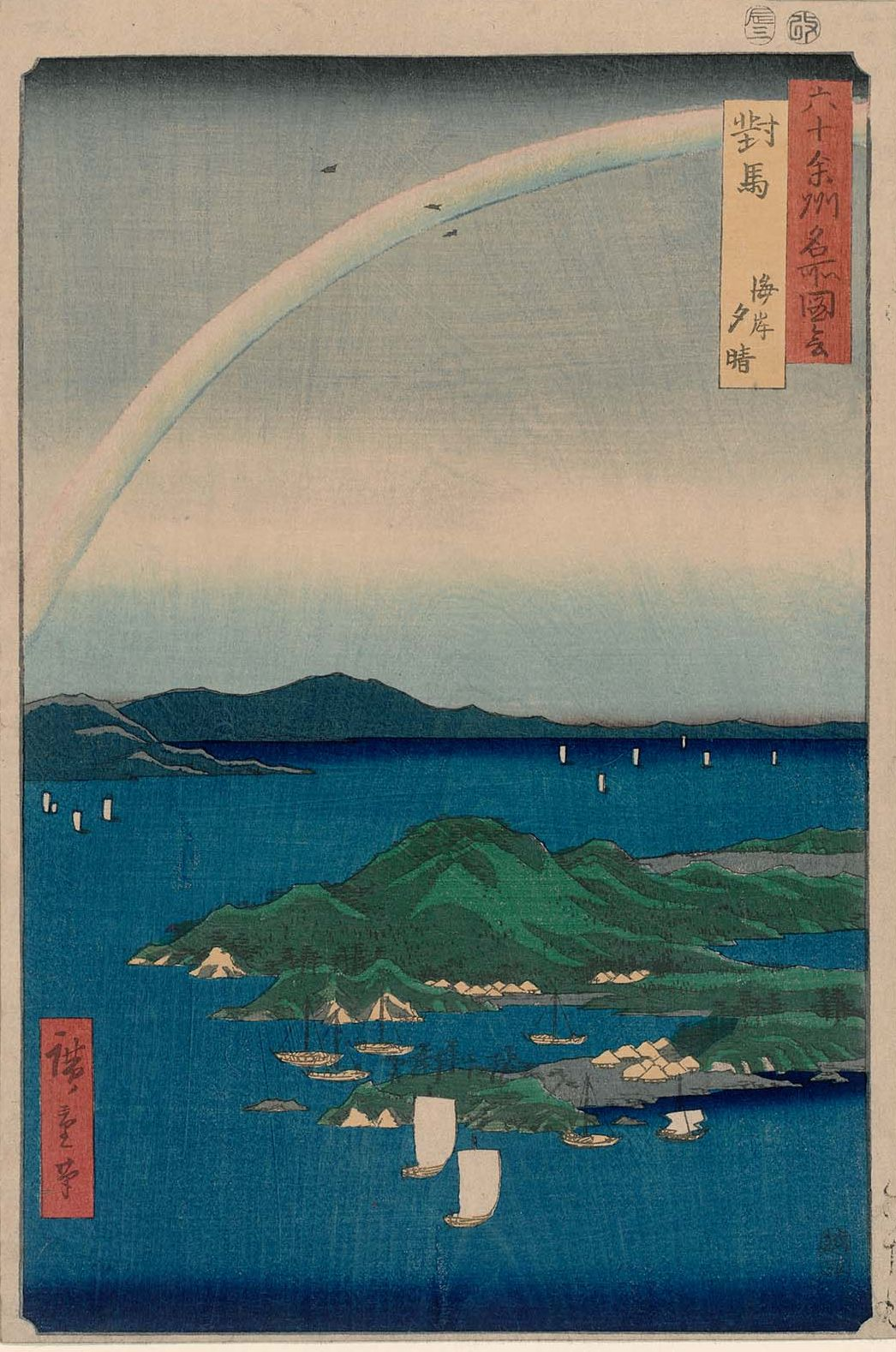
우타가와 히로시게 ”쓰시마 夕晴” (1856)

이후 소 씨는 개역 한 번 당하는 일 없이 메이지 유신 때까지 단절되는 일 없이 이어졌으며 메이지 유신 이후에는 백작으로써 화족의 반열에 올랐다. 14세기 후반부터 에도 시대에 이르기까지 쓰시마 소 씨는 일관되게 일본의 중앙권력에 복속되어 있으면서도 중세에 이르러 조선 왕조의 관직을 받기도 하는 등 특수한 위치에 있었다. 일본의 사학자 다카하시 기미아키(高橋公明)는 이러한 쓰시마의 위치에 대해 쓰시마의 경계성(対馬の境界性)이라 표현하고 있다.

### 막부 말기에서 메이지로
에도 막부 후기인 만엔 2년(1861년) 제정 러시아 군함 포샤드니크 호가 쓰시마의 아소 만에 닻을 내리고 이에 대항하는 영국 군함도 해안 측량을 명목으로 함께 후쿠자키(吹崎)에 정박해 일시 점거하는 사건이 벌어졌다. 이것이 러시아 군함 쓰시마 점령 사건이다. 포샤드니크 호는 아소 만을 점거하고 막사와 공장, 연병장 등을 짓고 반년 동안 체류하면서 번주 소 요시카즈(宗義和)에게 토지 대여를 요구하였다. 쓰시마 번은 이에 대한 대응책에 고심하였는데, 5월에 막부의 외국봉행(外国奉行)이었던 오구리 다다마사(小栗忠順)가 쓰시마로 파견되고 7월에 영국 공사 올콕의 간섭도 있어서 러시아 군함은 물러났다. 이모자키(芋崎)에는 오늘날까지도 당시 제정 러시아측에서 팠던 우물이 남아 있다.
이후 쓰시마 번은 분큐 2년(1862년) 조슈 번과 동맹이 이루어졌다. 분큐 3년(1863년에는 고메이 천황으로부터 쓰시마 번에 대한 양이(攘夷) 명령이 내려졌다.
겐지 원년(1864년) 좌막파(佐幕派)였던 번주 소 요시아키라의 외숙부 가쓰이 가즈치카(勝井員周) , 가쓰이 고하치로(勝井五八郎)가 번내에서 주도권을 쥐고 오우라 노리노스케(大浦教之助)를 비롯한 근왕파 100여 명을 숙청하는 대사건이 벌어졌다. 근왕파였던 히라타 오에(平田大江)는 이에 대해 尽義隊를 결성하고 저항하였다. 번주는 이듬해인 게이오 원년(1865년) 가쓰이 고하치로와 히라타 오에를 차례대로 제거하고 사건을 종식시켰다. 이러한 일련의 사건을 가쓰이 소동(勝井騒動) 또는 갑자의 변(甲子の変)이라고 부르며, 쓰시마 전역에서 2백 명 이상이 희생되었다.
번주 요시아키라는 1868년(메이지 원년) 무진 전쟁(戊辰戦争)에도 참가하였고, 번의 병사를 거느리고 동쪽으로 오사카 일대까지 진군하였다. 1869년(메이지 2년) 판적봉환(版籍奉還)을 행하였고 신번제(新藩制)에 따라 이즈하라 번(厳原藩)으로 개칭되어 번주 소 요시아키라는 이즈하라 번지사(厳原藩知事)가 되었다. 이와 함께 쓰시마 후추라는 지명도 이즈하라로 바뀌었다. 1871년(메이지 4년) 7월에 이즈하라 번은 폐번치현(廃藩置県)으로 이즈하라 현(厳原県)이 되었고, 그 뒤인 9월에 이마리 현(伊万里県, 현재의 사가현 일대)에 편입되었다. 1872년(메이지 5년) 이마리 현은 사가현으로 개칭되었고, 나아가 1876년(메이지 9년) 4월에 미즈마 현(三潴県)에 합병되었으며, 8월에는 나가사키현 관할에 들게 되었다. 마지막 번주였던 소 요시아키라 라는 이름을 소 시게마사(宗重正)로 개명하고 화족령이 시행된 1884년(메이지 17년)에 백작이 되었다.
석고에 따르면 자작이 되었어야 했을 쓰시마였지만 번주 소 가문이 자작보다 높은 백작이 된 것은 쓰시마가 대대로 조선과 중국, 서방 국가들 등 외국과의 외교를 담당해 왔었다는 역사성을 감안한 것이었다. 메이지 유신 이후에도 국방 및 교역의 최전선으로써 쓰시마는 중시되었다. 1874년(메이지 7년)에는 메이지 신정부의 병부성(兵部省) 해군부(海軍部) 수로국(水路局)에 의해 이즈하라 번의 측량이 이루어졌다. 1883년(메이지 16년) 12월 모지 세관 이즈하라 출장소(門司税関 厳原出張所, 오늘날의 이즈하라 세관 지서)가 개설되었고, 이듬해 2월에는 조선교역항(朝鮮貿易港)으로 지정되었다.

## 한국과의 교류
고려 말부터 고려에 조공을 하고 쌀 등의 답례를 받아갔다.
6세기전반 아스카 시대에는 쓰시마국주가 일본왕부의 임명장을 받기도 하였다. 이러한 관계를 바탕으로 평화 시에는 한반도와 일본 열도 간의 교역을 독점하였으며, 전쟁 시에는 두 나라 사이의 징검다리 역할을 하기도 했다. 그러나 이곳이 한때 왜구의 소굴이 되자, 1389년(고려 창왕 2년)에는 박위가 쓰시마를 토벌하였다.
본래 쓰시마는 아비루 가문이 지배하였으나, 12세기 고레무네노 시게히사가 아비루가에서 일어난 반란을 평정한 이후, 시게히사의 후손인 소가가 지배하게 되었다.
그 뒤로도 고려와 조선으로부터 관작을 받았으며, 쇼군으로부터 다이묘로 임명을 받는 등 조선과 일본 사이에서 양속관계를 유지하였다.
조선과 지리적으로 가까워 외교창구로 중요한 역할을 하였다. 조선통신사가 일본을 방문할 때 가장 먼저 이곳에 도착하였다.
조선 국왕은 왜구들에 대한 회유책으로 통상의 편의도 봐 주고 또 귀화 정책을 쓰는 등 우대를 해 주기도 하였다. 그렇지만 이곳을 근거지로 한 왜구의 행패가 여전하자 세종 때인 1419년 음력 6월 세종이 이종무에게 명을 내려 군사 1만 7285명을 동원하여 대마도 원정을 하는 등 강경책을 쓰기도 하였다.
세종실록 4권, 1년(1419) 6월 9일
"대마도는 본래 우리나라 땅인데, 다만 변두리이고, 또 좁고 누추하므로, 왜 놈이 거류하게 두었더니, 개같이 도적질하고, 쥐같이 훔치는 버릇을 가지고 ...(중략)...
마음대로 군민을 살해하고, 아비들과 형제들을 잡아가고 그 집에 불을 질러서, 고아와 과부가 바다를 바라보고 우는 일이 해마다 없는 일이 없으니, 뜻 있는 선비와 착한 사람들이 팔뚝을 겉어붙이고 탄식하며, 너희의 피부 껍질을 벗겨 살을 씹어 먹고 그 가죽위에서 잠자기를 생각한지가 여러 해이다,"

그러나 쓰시마 국주의 간청으로 왜인의 통상을 위하여 3포를 개항하고 그들의 편의를 도모했으며, 또한 조선의 국왕이 대마도주에게 관직을 내려 그들을 조선의 영향력 아래 두기 시작하였다. 그 후에도 조선에 근접한 왜구의 근거지로서, 이것을 무마하려는 한국의 해방정책에 따라 특수한 대접을 받아왔다. 그후에도 조선은 쓰시마에 대한 영향력을 오래 유지했으나, 임진왜란 때 일본 수군의 근거지가 되면서부터 차츰 영향력이 약화되었다.
에도 시대에는 쓰시마 후추 번이 설치되었고, 쓰시마 국주인 소 가문이 쇼군으로부터 다이묘로 임명을 받았다. 메이지 유신을 계기로 1871년에 폐번치현으로 인하여 쓰시마에는 이즈하라 현(嚴原縣)이 설치되었다. 1876년에 나가사키현에 편입되었으며, 소 가문은 화족으로 편입되었다. 대한제국 마지막 황녀인 덕혜옹주는 소백작가와 결혼을 하기도 했다.
나가사키현이 속한 '규슈'의 명칭은 사이카이도(西海道) 중 지쿠젠 국 · 지쿠고 국 · 히젠 국 · 히고 국 · 부젠 국 · 분고 국 · 휴가 국 · 오스미 국 · 사쓰마 국 총 9국의 총칭이다. 따라서, 규슈에 쓰시마노쿠니(対馬国, 대마도) · 이키노쿠니(壱岐国) · 아마미 제도 · 류큐 제도는 본래 포함되지 않았다. 현재도 일본인들은 쓰시마섬을 낙도로 취급하고 있다.
쓰시마는 원래 하나의 섬이었으나 1672년 21대 당주이자 쓰시마 후추 번 3대 번주인 소 요시자네 때 작은 배가 아소만과 대마도 동부를 왕래할 수 있도록 오후나고시(大船越)라는 운하를 만들어 두 개의 섬으로 나뉘었고 1900년 일본 제국 해군이 러일 전쟁을 준비하는 과정에서 아소만(浅茅湾)에 있는 군함을 쓰시마 동쪽 해상으로 빨리 이동시키기 위해 인공적으로 만제키세토(万関瀬戸)라 불리는 더 큰 폭의 운하를 만들게 되었다. 만제키세토는 쓰시마 섬을 위 아래로 나누는 경계로, 쓰시마 북부를 가미시마(上島), 남부를 시모시마(下島)라 부른다.
대한민국의 초대 대통령 이승만은 정부 수립 직후인 1948년 8월 18일 성명에서 '대마도는 우리 땅'이니 일본은 속히 반환하라고 했다. 일본이 항의하자 이승만은 외무부를 시켜 1948년 9월 '대마도 속령(屬領)에 관한 성명'을 발표했다. 또한 1949년 1월 7일에도, 같은 주장을 하였다. 또한 1951년 샌프란시스코 강화조약 초안 작성 과정에서 4월 27일 미국 국무부에 보낸 문서에서 대마도의 영유권을 돌려받아야 한다는 요구를 한 적이 있다. 그러나 미국은 이러한 요구를 거부하였다. 2013년 3월 22일에는 의정부시의회가 대마도 반환을 촉구하는 한편 대한민국정부차원의 반환 촉구를 요청하고 있다.
최근에는 일본의 한 언론에서 "한국이 쓰시마를 넘본다"라는 기사를 써서 영토분쟁화될 가능성이 높아지고 있다. 그리고 산케이 신문에서는 "쓰시마가 위험하다"라는 쓰시마 위기론을 기사로 써 넣었다.
2008년 일본 정부가 중학 교과서에 독도 관련한 자국 영토 주장을 하기로 하자 대한민국에서는 이를 상대하기 위한 쓰시마 섬의 영유권 주장을 언급하는 일이 있었다. 집권 여당인 한나라당 최고위원 허태열은 2008년 7월 16일 한나라당 지도부 회의에서 이승만 대통령의 영유권 주장의 예와 B형간염유전자의 유사성을 예로 들며 쓰시마 섬의 영유권을 주장해야 한다고 하였다. 이에 대해 2008년, 야쓰나리 쓰시마시 시장은 "쓰시마는 일본 국가 성립 이래 내내 일본의 영토로 인식되었고 인식해 왔으며, 삼국 시대 이래 한반도 국가들 가운데 어느 곳에서도 쓰시마를 자국 영토로 간주하고 실효 지배를 행했던 왕조나 정부는 한 곳도 없다."라고 주장했다.
2010년 9월 28일 대한민국 국회에서 여야 37명 의원들은 대마도 포럼을 창립하였다. 허태열 한나라당 의원은 이날 포럼 창립식에서 "대마도는 역사적, 문화적, 인종적으로 우리 영토임이 분명하다"며 "대마도에 대한 우리의 관심은 초대 제헌국회에서의 영유권 주장과 샌프란시스코 강화회의에서의 반환 요구 이후로 사실상 전무한 상태로 현재까지 이르러왔다"고 지적하였고 여야 의원들은 일본이 불법으로 강점하고 있는 대마도를 조속히 반환해야 한다는 것이 골자다. 포럼 소속 의원들은 향후 활동과 관련, 매년 상반기(3월)와 하반기(11월)로 나눠 정책세미나를 개최하는 것은 물론 결의안 채택과 국민운동대회를 개최하기로 했다.

## 경제

### 산업
2000년 인구 조사에 따르면 쓰시마섬 거주민의 23.9%가 1차 산업에 종사하고 있으며, 19.7%가 2차 산업, 56.4%가 3차 산업에 종사하고 있다고 한다. 1차 산업 중 어업의 비중은 82.6%에 달하며 쓰시마섬 동쪽 해안에서 오징어를 잡는 것이 주요산업이다. 1차 산업 종사자의 수는 줄어들고 있으며, 2차 산업, 3차 산업 종사자의 수가 점점 늘고 있다.

### 관광

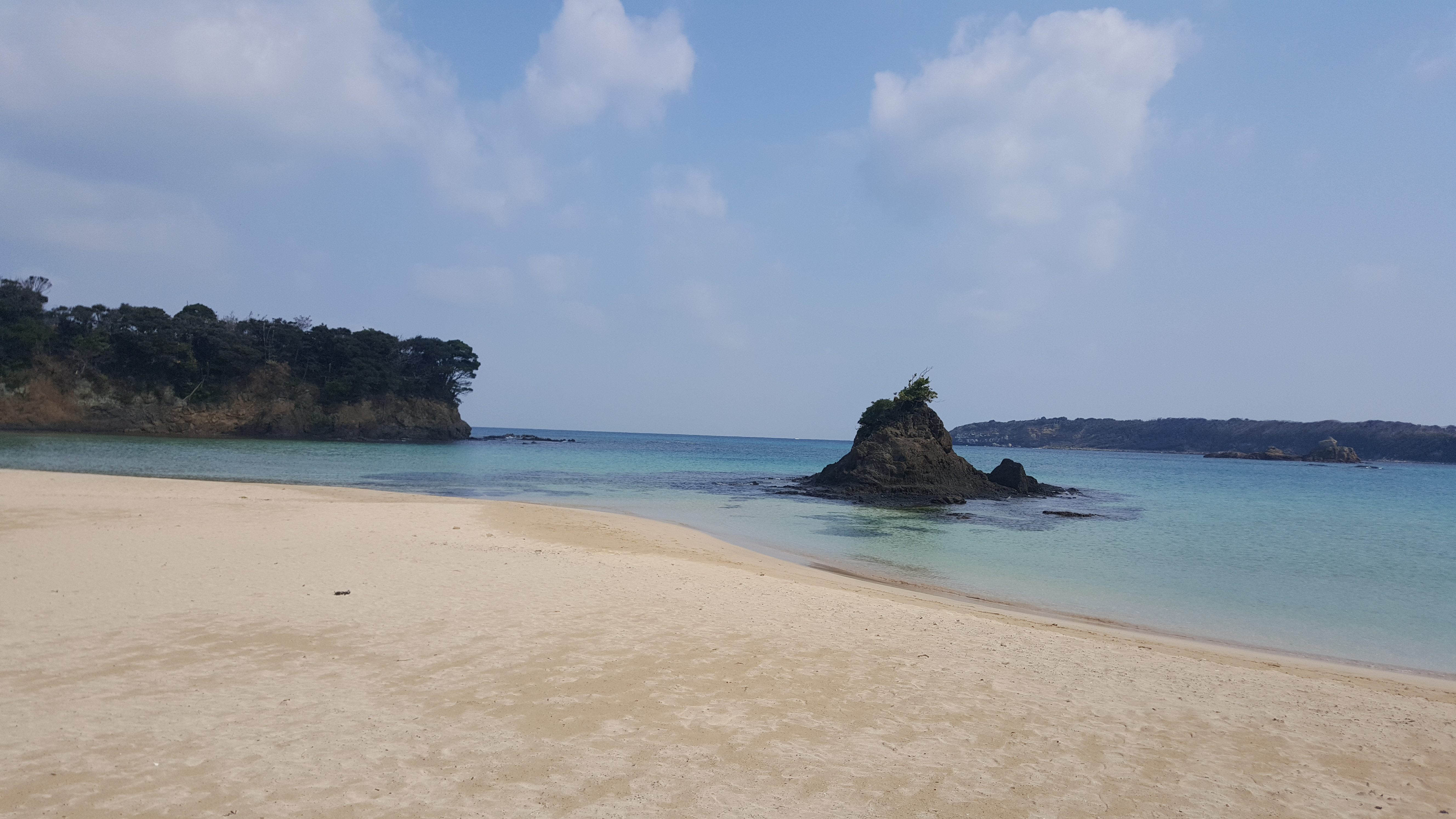
미우다해수욕장

대마도는 대한민국에서 가장 가까운 외국 영토로 부산항여객터미널에서 배로 약 1시간 10분(히타카츠항)에서 2시간(이즈하라항)이면 도착하는 거리에 위치해있다. 그래서 대마도 관광객에는 한국인 관광객이 대부분이다.
미우다해수욕장은 와니우라에 위치해 있는데, 일본 100대 해수욕장으로 꼽힌 만큼 맑은 바닷물과 절경을 자랑한다.
이즈하라에는 티아라몰이라는 쇼핑몰이 있다. 1층 대형마트에는 카레, 라면 등 한국인이 즐겨찾는 식료품들을 살 수 있다. 바로 옆에 위치한 미도리 드러그스토어에서는 파스, 소화제 등을 면세 쇼핑으로 살 수 있고, 또한 모스버거 매장도 있다.

## 대마도의 날
일부 한국의 단체와 정치인 및 시민단체가 대마도의 날을 제정하고 대마도의 영유권을 주장하고있다.

## 사건
- 쓰시마 불상 도난 사건 - 2012년, 2014년 있었던 불상 도난 사건. 이 사건을 계기로 이 지역에 혐한 분위기가 본격적으로 조성되기가 시작하였다.

## 같이 보기
- 이승만 정부
- 대마도의 날
- 쓰시마 한국전망대
- 대마도 정벌(기해동정)
- 쓰시마후추 번
- 이종무

### 내용주
1. ↑  平成28年三角点標高成果の改定に伴う標高変更で649mから648mと1m低くなった。[6]尚、山頂にある三等水準点の標高は648.40m[7]。
2. ↑  一等三角点 基準点名:有明山、基準点コード:TR15129224101
3. ↑  峰町歴史民俗資料館の展示物
4. ↑  아레(阿連, 이즈하라 정)의 우네메, 다마쓰키(玉調, 미쓰시마 정)에서 태어난 유녀(遊女) 등 여러 가지 설이 있지만 확실한 것은 없다.
5. ↑  >일본 에도 시대에는 검지 즉 토지조사에 따라 품등을 매겨 수확고가 정해졌고, 이를 마을별로 집계해 토지대장에 해당하는 검지장을 작성하였다. 이 검지장의 조사 내용을 기준으로 무라타카(村高)가 결정되었으며 이것이 책정된 땅을 다카우케치(高請地)라 하였다. 이 다카우케치를 소지하고서 검지장(検地帳)에 등록된 농민을 백성지고 또는 고지백성이라고 하였으며, 줄여서 본백성(本百姓)이라고도 하였다.